# Naturschutzgebiet Kerbtal am Werdenberg
Das Naturschutzgebiet Kerbtal am Werdenberg mit einer Größe von 7,6 ha liegt zwischen Sundern-Hachen und Wennigloh im Stadtgebiet von Arnsberg im Hochsauerlandkreis. Es wurde 1998 mit dem Landschaftsplan Arnsberg durch den Kreistag des Hochsauerlandkreises als Naturschutzgebiet (NSG) mit einer Flächengröße von 6,8 ha ausgewiesen. Bei der Neuaufstellung des Landschaftsplanes Arnsberg durch den Kreistag 2021 wurde das NSG erneut ausgewiesen und flächenmäßig vergrößert.

## Gebietsbeschreibung
Im NSG handelt es sich um das dortige Kerbtal mit Bachaue. Die Aue ist meist mit Erlen und Eschen bestockt. Ein Bereich mit Weiden und Hecken westlich von Gut Bönkhausen in einem muldenartigen Bereich gehört zum NSG. Der dortige Bach verläuft dann in einem schmalen, steilwandigen Kerbtal nach Norden. Der Talgrund ist mit  Laubmischwald, meist Erlen bestockt. Die Talhänge außerhalb des NSG sind fast ausschließlich mit Fichten bestockt. Auf dem Talgrund fließt ein naturnaher, stellenweise leicht mäandrierender Bach. Auch im Grünland wird der Bach von Gehölzen begleitet, die sich als Baumreihen an den  Weiderändern fortsetzen. Die südliche Wiesenfläche ist feuchter und hat noch mehrere Vernässungsbereiche, sowohl in Bachnähe als auch verstreut über die Wiesenfläche.
Als zusätzliche Entwicklungsmaßnahme im Naturschutzgebiet sollen vorhandene Nadelgehölze durch standortgerechte Laubgehölze ersetzt werden.

## Spezielle Schutzzwecke für das NSG
Wie bei allen Naturschutzgebieten in Deutschland wurde in der Schutzausweisung darauf hingewiesen, dass das Gebiet „wegen der Seltenheit, besonderen Eigenart und Schönheit des Gebietes“ zum Naturschutzgebiet erklärt wurde. Laut Landschaftsplan erfolgte die Ausweisung zum:
- „Schutz, Erhaltung und Entwicklung eines naturnahen, strukturreichen Siepens mit bachbegleitendem Erlen-Eschenwald sowie Erhaltung und Entwicklung eines Weiden-Hecken-Komplexes.“
- „Das NSG dient auch der nachhaltigen Sicherung von besonders schutzwürdigen Lebensräumen nach § 30 BNatSchG und von Vorkommen seltener Tier- und Pflanzenarten.“[2]